# Фосо Матели (Лука)
Фосо Матели је насеље у Италији у округу Лука, региону Тоскана.
Према процени из 2011. у насељу је живело 17 становника. Насеље се налази на надморској висини од -1 м.